# Unternehmen Barthold

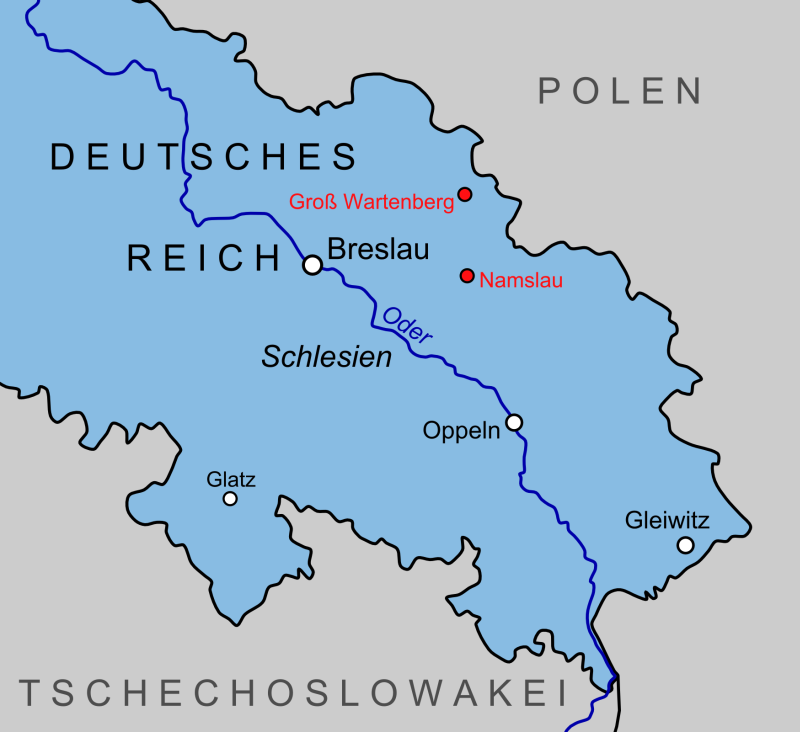
Einsatzorte des Unternehmens Barthold in Schlesien

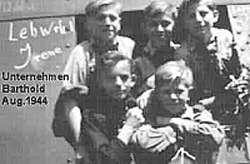
HJ-Bann 38 im Sonderzug nach Neumittelwalde

Unternehmen Barthold (auch Bartold geschrieben) war der Deckname für den Aufbau von partiellen Verteidigungslinien im Zweiten Weltkrieg ab August 1944 im Großraum Breslau, Schlesien. Schwerpunkte waren die Gegend um Namslau und Groß Wartenberg.

## Aufbau der Verteidigungslinie
Die Linie bestand im besten Fall aus einem fünf Meter breiten, drei Meter tiefen, keilförmigen Panzergraben, einem doppelten Flandernzaun (ein Drahtverhau aus Stacheldraht) und, ca. 80 Meter dahinter, einem mannstiefen Schützengraben mit Maschinengewehr-Nestern.
Da die Verteidigungslinie, wie Augenzeugen berichteten, weder verteidigt wurde, noch deren Durchgänge gesprengt wurden, konnte die Rote Armee nicht aufgehalten werden.

## Organisation
Die Organisation dieser Maßnahmen übernahm die Organisation Todt (OT). Zum Bau der Anlagen wurden die Zivilbevölkerung, die Hitlerjugend (HJ) und Gruppen des Bundes Deutscher Mädel verpflichtet. Zum Bau der Anlagen wurden auch Zwangsarbeiter aus Polen, dem sogenannten Protektorat Böhmen und Mähren, Russland und Italien herangezogen (z. B. in der Umgebung der Orte Militsch und Sulau). In den Orten Hochweiler, Birnbäumel, Kurzbach und Schlesiersee entstanden Außenlager des Konzentrationslagers Groß-Rosen. Dort waren ab Oktober 1944 5000 jüdische Frauen gefangen, die zum Ausheben von Panzergräben für das Unternehmen Bartold eingesetzt waren, darunter Felice Schragenheim.

## Einsatz des HJ-Banns 38 Grafschaft Glatz
Ende August 1944 wurde der HJ-Bann 38 mit ca. 500 Jungen und eine Gruppe des Bundes Deutscher Mädel zum Schanzen verpflichtet und per Sonderzug nach Neumittelwalde, Kreis Groß Wartenberg gefahren. Ihr Einsatzort war das Dorf Distelwitz (heute: Dzieslawice). Die Unterkunft erfolgte in einer Scheune auf dem Rittergut derer von Curland. Die Verpflegung erfolgte durch den „Hilfszug Hermann Göring“. Die Köche waren verpflichtete Niederländer. Die Aufteilung in kleinere Selbstverpflegergruppen erbrachte bessere Verpflegung, aber auch Ärger mit den Einwohnern, da diese bestohlen wurden. Die Jungen nannten das "organisieren". Die Schanzarbeiten auf einer Strecke von ca. 1000 Meter wurden ausschließlich mit Spaten, Schaufel und Spitzhacke durchgeführt.

## Der Name Barthold
Der Name „Barthold“ ist vermutlich dem Buchtitel „Vogt Bartold [sic]“ entlehnt. Wie der Autor Hans Venatier schreibt, sei es eine Romanfigur, die Siedler im 13. Jh. nach Schlesien führte. Vogt Bartold sei nur als „… die Personifikation einer Idee.“ zu verstehen.